# Mentone (Teksas)
Mentone – jednostka osadnicza (census-designated place) w Stanach Zjednoczonych, w stanie Teksas, ośrodek administracyjny hrabstwa Loving. W 2010 roku liczyło 19 mieszkańców.